# Cor (rapper)
Cor (soms gestileerd als COR), artiestennaam van Romano P. (Rotterdam, 17 april 1995), is een Nederlandse rapper.

## Biografie
P. groeide op in Rotterdam en is van half Italiaanse en half Nederlandse afkomst. Hij was vanaf jonge leeftijd betrokken bij criminele activiteiten. Zijn vrienden gaven hem de bijnaam Cor, vernoemd naar de crimineel Cor van Hout. Hij heeft in totaal zeven jaar vastgezeten voor verschillende criminele activiteiten; zo heeft hij vanaf zijn 22e voor vijf jaar en tien maanden vastgezeten voor het afpersen en bedreigen van twee mannen met een pistool. Ook zat hij drie maanden vast in Frankrijk. Verder zat hij 21 maanden in jeugddetentie in De Hartelborgt in Spijkenisse.
In de gevangenis begon Cor met het schrijven van teksten. Een vriend die hij van vroeger kende en ook met hem in de gevangenis zat, John (later zijn manager), vertelde hem dat hij talent had en iets moest doen met zijn lyrics. In 2020 begon hij met het maken van muziek. In de videoclips van zijn eerdere singles, zoals Life en Voor je guap, rapte Cor met een bivakmuts op, omdat hij niet herkenbaar in beeld wilde komen. Hij tekende bij Spow Business van 3robi en met dit label deed hij een sessie bij 101Barz. Na een gesprek met Rotjoch over zijn ambities in zijn rapcarrière, besloot de rapper om zijn bivakmuts af te doen en herkenbaar in beeld te komen. Cor bracht enkele singles uit bij Spow Business, maar in november 2020 verliet de rapper in goed overleg het label.
Na Spow Business bracht Cor zijn muziek onder eigen beheer uit. Hij begon het jaar met zijn eerste 101Barz Wintersessie, dat de meest bekeken sessie van dat jaar werd. Hij had succes met de single Thuis kom met Idaly en bracht vervolgens het album Weg van hier uit. Dit album bereikte in zowel Nederland als Vlaanderen de albumhitlijsten en bevatte samenwerkingen met Hakmadafack, Josylvio, Kevin, ADF Samski, 3robi, Saaff, Idaly, Kempi, Dopebwoy, SRNO, Hef en Adje. Hierna begon hij met zijn samenwerkingen met Reverse. Met deze producer scoorde hij met de nummers Jungle, Alles wat ik wil (ook met Idaly en Ronnie Flex) en Hier ver vandaan (ook met Frenna). In oktober 2021 bracht hij vervolgens met Reverse het album Beloofd uit. Andere artiesten die een bijdrage leverden aan dit album waren naast Idaly, Ronnie Flex en Frenna, Emms, Adje, Trijntje Oosterhuis, Kevin, Henkie T, OCS, KA en Glen Faria.
Begin 2022 deed Cor zijn tweede Wintersessie bij 101Barz en stond hij op muziekfestival ESNS. In maart 2022 tekende de rapper bij platenlabel Noah's Ark. Hij stond in dat jaar verder op de laatste editie van WOO HAH!, Zwarte Cross en op Sziget. In september 2022 had hij samen met Boef en Mula B succes in Nederland met het lied Jongen van de straat.
Na een derde Wintersessie in 2023, bracht de rapper in juni van dat jaar het album Met liefde uit de wijk uit. In een interview met Vice vertelde de artiest dat de titel op twee manieren gezien kan worden: "Aan de ene kant is het de afzender, dus met liefde uit de wijk. En de andere betekenis is: met liefde uit de wijk vertrokken." De single Soldier met KA bereikte de Single Top 100. In 2023 stond de artiest op de festivals Paaspop en Dauwpop. Eind 2023 kwam de rapper opnieuw in aanraking met justitie. Hij werd veroordeeld tot een taakstraf, een voorwaardelijke celstraf en een boete. Dit vanwege een dubbele kaakbreuk die hij in juli 2022 bij een man had geslagen nadat deze een video van Cor had gemaakt. Toen Cor vroeg of hij deze video wilde verwijderen en de man dat niet deed, werd hij kwaad en sloeg hij de man. De man moest vervolgens een kaakoperatie ondergaan. De rapper bekende schuld en toonde zijn berouw tijdens het proces.

## Muziekstijl
De artiest maakt muziek dat kan worden ingedeeld in verschillende stijlen van de hiphop. Sommige nummers zijn gemaakt op een trap-beat, terwijl anderen passen in de drillrap of gangstarap. Cor vertelde dat hij met zijn teksten hoopt door te dringen tot de jeugd die in het criminele circuit zit en ze te overtuigen om de goede kant op te gaan.

## Discografie

### Albums
| Album                  | Verschijnen      | Label        | Hitlijsten | Hitlijsten | Hitlijsten | Hitlijsten | Opmerkingen |
| Album                  | Verschijnen      | Label        | BE (VL)    | BE (VL)    | NL         | NL         | Opmerkingen |
| Album                  | Verschijnen      | Label        | Piek       | Weken      | Piek       | Weken      | Opmerkingen |
| ---------------------- | ---------------- | ------------ | ---------- | ---------- | ---------- | ---------- | ----------- |
| Weg van hier           | 26 februari 2021 | Eigen beheer | 62         | 2          | 2          | 12         | Studioalbum |
| Beloofd (met Reverse)  | 29 oktober 2021  | Eigen beheer | —          | —          | 20         | 3          | Studioalbum |
| Met liefde uit de wijk | 2 juni 2023      | Noah's Ark   | —          | —          | 10         | 4          | Studioalbum |

### Nummers met notering(en) in een hitlijst
| Lied                                                 | Verschijnen      | Album                  | Hitlijsten   | Hitlijsten   | Opmerkingen |
| Lied                                                 | Verschijnen      | Album                  | NL (Top 100) | NL (Top 100) | Opmerkingen |
| Lied                                                 | Verschijnen      | Album                  | Piek         | Weken        | Opmerkingen |
| ---------------------------------------------------- | ---------------- | ---------------------- | ------------ | ------------ | ----------- |
| Soms (met Hef)                                       | 17 december 2020 | Rook (van Hef)         | 58           | 1            |             |
| Thuis kom (met Idaly)                                | 29 januari 2021  | Weg van hier           | 63           | 1            |             |
| Jungle (met Reverse)                                 | 2 juli 2021      | Beloofd                | 100          | 1            |             |
| Alles wat ik wil (met Reverse, Idaly en Ronnie Flex) | 23 juli 2021     | Beloofd                | 94           | 1            |             |
| Hier ver vandaan (met Reverse en Frenna)             | 8 oktober 2021   | Beloofd                | 67           | 1            |             |
| Jongen van de straat (met Boef en Mula B)            | 9 september 2022 | Met liefde uit de wijk | 41           | 1            |             |
| Soldier (met KA)                                     | 17 maart 2023    | Met liefde uit de wijk | 48           | 1            |             |